# Freycinetia lagenicarpa
Freycinetia lagenicarpa är en enhjärtbladig växtart som beskrevs av Otto Warburg. Freycinetia lagenicarpa ingår i släktet Freycinetia och familjen Pandanaceae. Inga underarter finns listade.